# Municipio de Monroe (condado de Knox)
El municipio de Monroe (en inglés: Monroe Township) es un municipio ubicado en el condado de Knox en el estado estadounidense de Ohio. En el año 2010 tenía una población de 2165 habitantes y una densidad poblacional de 34,59 personas por km².

## Geografía
El municipio de Monroe se encuentra ubicado en las coordenadas 40°26′3″N 82°25′8″O / 40.43417, -82.41889. Según la Oficina del Censo de los Estados Unidos, el municipio tiene una superficie total de 62.59 km², de la cual 62,43 km² corresponden a tierra firme y (0,25 %) 0,16 km² es agua.

## Demografía
Según el censo de 2010, había 2165 personas residiendo en el municipio de Monroe. La densidad de población era de 34,59 hab./km². De los 2165 habitantes, el municipio de Monroe estaba compuesto por el 97,83 % blancos, el 1,11 % eran afroamericanos, el 0,05 % eran amerindios, el 0,05 % eran asiáticos, el 0,37 % eran de otras razas y el 0,6 % eran de una mezcla de razas. Del total de la población el 1,06 % eran hispanos o latinos de cualquier raza.